# 皮德塞尔
皮德塞尔（法語：Puy-de-Serre，法語發音：[pɥi də sɛʁ]）是法国卢瓦尔河地区大区旺代省的一个市镇，属于丰特奈勒孔特区。

## 地理
皮德塞尔（46°33'44"N, 0°40'0"W）面积13.81 平方千米，位于法国卢瓦尔河地区大区旺代省，该省份为法国西部沿海省份，北起大西洋卢瓦尔省和曼恩-卢瓦尔省，西临大西洋，南至滨海夏朗德省，东部及东南部与德塞夫勒省接壤。
与皮德塞尔接壤的市镇（或旧市镇、城区）包括：费莫罗、富赛-派雷、马里耶、梅尔旺、圣伊莱尔德武斯特、圣莫里斯德努、武旺。

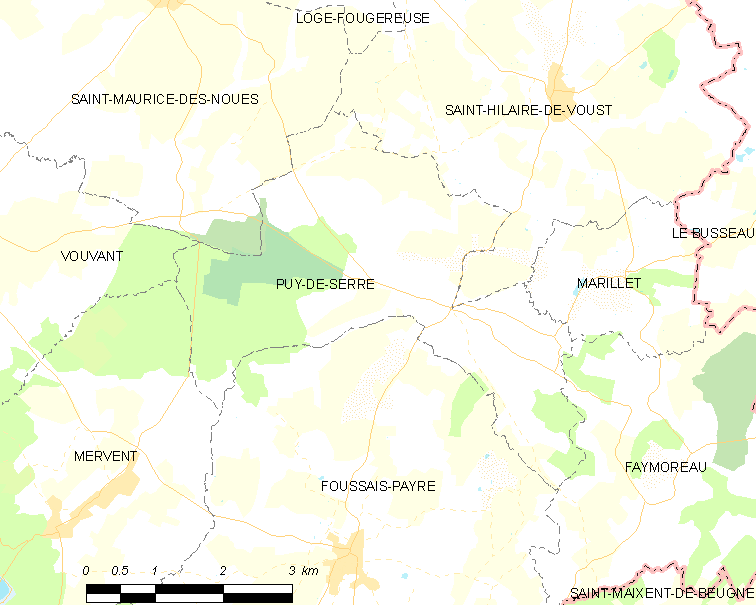
皮德塞尔的OSM定位图

皮德塞尔的时区为UTC+01:00、UTC+02:00（夏令时）。

## 行政
皮德塞尔的邮政编码为85240，INSEE市镇编码为85184。

## 政治
皮德塞尔所属的省级选区为丰特奈勒孔特县。

## 人口

1962-2008年间皮德塞尔人口变化图示

皮德塞尔于2022年1月1日时的人口数量为318人。